# 屠用锡
屠用锡（1881年—1954年），字僧寿，号康侯，浙江鄞县人, 甬上屠氏第19世。
，清末民国实业家、银行家，学者、藏书家、政治人物。

## 生平
生于清朝浙江宁波府鄞县，晚晴学者屠继烈之孙、王梓材曾外孙。早年赴上海经商，1908年在上海与虞洽卿共同创办宁绍商轮公司，后调任宁绍轮船宁波分公司副经理。后入英商航运公司，1915年任英商鸿安商轮汉口分公司经理。任中国创业银行监察人。
后入北洋政府任职，历湖北茶税局局长、浙江造币厂厂长，当选中华民国浙江省区第三届议员。
富藏书，曾藏有《萬斯同年譜》周氏水西書屋藏抄本。抗战时藏有珍本《宋元学案补》百卷别附三卷序录一卷，藏于上海银行金库，后捐给浙江图书馆。其中学术名著《宋元学案》稿成之后即存于屠家中。1949年后任浙江省文史研究馆馆员。

## 著作
- 《四明丛书》，与张寿镛共同编撰校刊
- 《六经堂遗事》